# Le Verrier (1912)
Le Verrier (Q88) – francuski oceaniczny okręt podwodny z czasów I wojny światowej i okresu międzywojennego, szesnasta zamówiona jednostka typu Brumaire. Została zwodowana 31 października 1912 roku w stoczni Arsenal de Toulon, a do służby w Marine nationale weszła w 1914 roku. Jednostka została skreślona z listy floty w 1925 roku.

## Projekt i budowa
„Le Verrier” zamówiony został na podstawie programu rozbudowy floty francuskiej z 1906 roku. Jednostkę zaprojektował inż. Maxime Laubeuf, lekko modyfikując swój poprzedni projekt (Pluviôse) poprzez zastąpienie napędu parowego licencyjnymi silnikami Diesla MAN, znacznie bardziej niezawodnymi od francuskich modeli.
„Le Verrier” zbudowany został w Arsenale w Tulonie. Stępkę okrętu położono w 1907 roku, a zwodowany został 31 października 1912 roku. Okręt otrzymał nazwę na cześć francuskiego matematyka z XIX wieku – Urbaina Le Verriera.

## Dane taktyczno–techniczne

Wnętrze bliźniaczego okrętu „Montgolfier” (przed 1919 r.)

„Le Verrier” był średniej wielkości oceanicznym okrętem podwodnym o konstrukcji dwukadłubowej. Długość całkowita wynosiła 52,1 metra, szerokość 5,14 metra i zanurzenie 3,1 metra. Wyporność w położeniu nawodnym wynosiła 397 ton, a w zanurzeniu 551 ton. Okręt napędzany był na powierzchni przez dwa 6-cylindrowe, czterosuwowe silniki Diesla MAN (wyprodukowane na licencji we Francji) o łącznej mocy 840 koni mechanicznych (KM). Napęd podwodny zapewniały dwa silniki elektryczne o łącznej mocy 660 KM. Dwuśrubowy układ napędowy pozwalał osiągnąć prędkość 13 węzłów na powierzchni i 8,8 węzła w zanurzeniu. Zasięg wynosił 1700 Mm przy prędkości 10 węzłów w położeniu nawodnym oraz 84 Mm przy prędkości 5 węzłów pod wodą. Dopuszczalna głębokość zanurzenia wynosiła 40 metrów.
Okręt wyposażony był w siedem wyrzutni torped kalibru 450 mm: jedną wewnętrzną na dziobie, cztery zewnętrzne systemu Drzewieckiego oraz dwie zewnętrzne po obu stronach kiosku, z łącznym zapasem 8 torped model 1904. W 1916 roku na okręcie zamontowano działo pokładowe kal. 47 mm M1902 L/50. Załoga okrętu składała się z 29 oficerów, podoficerów i marynarzy.

## Przebieg służby
„Le Verrier” został wcielony do służby w Marine nationale w 1914 roku. Jednostka otrzymała numer taktyczny Q88. Okręt podczas I wojny światowej pełnił służbę na wodach Morza Śródziemnego. W sierpniu 1914 roku „Le Verrier” bazował na Korfu, patrolując stamtąd wody Cieśniny Otranto. Jednostka została skreślona z listy floty w 1925 roku.